# Ніколаєвка (Сорочинський міський округ)
Нікола́євка (рос. Николаевка) — село у складі Сорочинського міського округу Оренбурзької області, Росія.

## Населення
Населення — 614 осіб (2010; 611 у 2002).
Національний склад (станом на 2002 рік):
- росіяни — 86 %